# Улица Мирза Шафи (Баку)
Улица Мирза Шафи (азерб. Mirzə Şəfi küçəsi) — короткая (около 100 м) улица в Баку, в историческом районе Ичери-шехер (Старый город). От улицы Асафа Зейналы.

## История
Названа в честь азербайджанского поэта и мыслителя, просветителя и педагога Мирзы Шафи (1796—1852)

## Застройка
д. 4 — Бакинское городское управление культуры
Жилые дома № 5 (1880), 6 (1876), 8 (1898), 9 (1870), 12 (1890), 18А (1900), 18В (1900), 20 (1900) являются памятниками архитектуры местного значения

## Достопримечательности

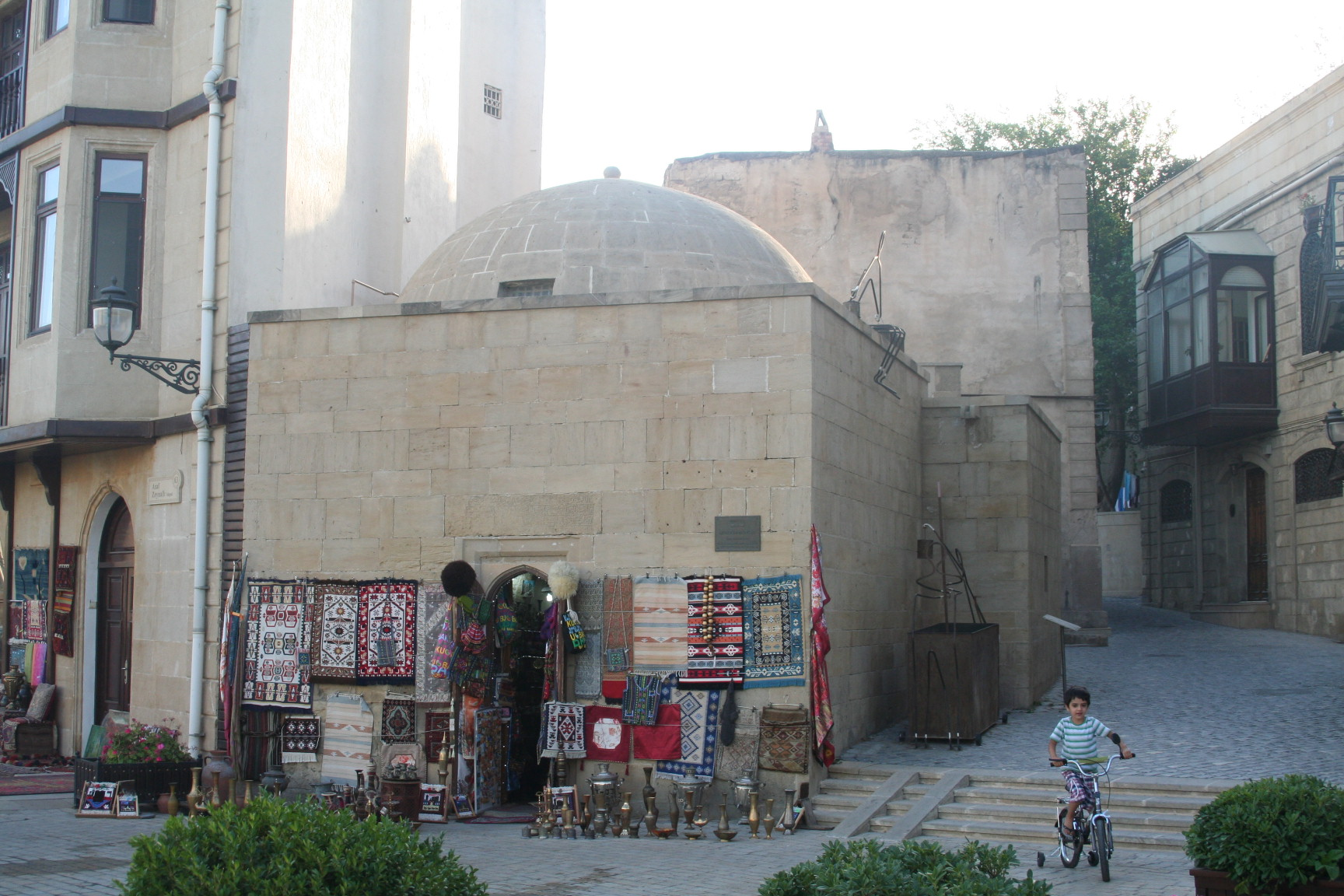
Инсталляция «Кирщики» на боковом фасаде здания мечети-медресе

На углу улицы с улицей Асафа Зейналлы находится инсталляция-памятник представителям одной из старых бакинских профессий — кирщикам (мастерам покрытия крыш домов особым материалом на основе нефти — киром). Автор инсталляции художник Нияз Наджафов хотел напомнить об исчезнувшей, а когда-то очень важной, городской профессии. Согласно мысли автора инсталляции рабочий-кирщик на крыше дома ждёт, когда по веревке напарник передаст ему ведро с кипящим киром.